# Cenimagnes
|  | No s'ha de confondre amb Cenòmans. |

Els cenimagnes (llatí Cenimagni) eren un poble celta de Britànnia esmentat per Juli Cèsar, que va rebre ambaixadors d'aquest poble, els segontiacs, els ancalites, el bibrocs i els casses que li demanaven ajut contra Cassivellaunus.
S'ha dit, però segurament no és cert, que els ceni magni (grans "cens") eren el mateix poble que els icens.